# Rhinoceros 3D
Pour les articles homonymes, voir Rhinoceros.
Rhinoceros 3D est un logiciel de conception assistée par ordinateur utilisé par exemple dans le milieu du design industriel ou de l'architecture, développé par Robert McNeel & Associates. Il sert essentiellement à concevoir des formes complexes comme celles de navires, de véhicules terrestres ou d'objets divers (mobilier, produits électroniques, objet de design, bijoux) mais aussi de bâtiments.

## Modeleur 3D

### Surfacique
Rhinoceros 3D permet de travailler de façon libre sur des courbes et des surfaces. Moins technique qu'un logiciel comme Solidworks, il permet de créer rapidement des formes complexes. Modeleur surfacique, Rhinocéros 3D ne crée pas directement de pièces « volumiques »  mais peut travailler avec des polysurfaces fermées, il y a donc plus de liberté à créer des pièces volumiques.

### NURBS
Son moteur 3D NURBS permet de créer n'importe quelle forme à partir de courbes ou bien de formules mathématiques complexes. Il permet d'ailleurs la création de courbes NURBS ou de type Bezier (Spline) de degré différent. Les contraintes de types position, tangentes, continuité ou courbures sont exploitées dans Rhinoceros 3D.

### Maillage
Rhinoceros 3D est un mailleur puissant pour la conversion de fichiers ou pour la visualisation. Il contient de nombreuses options d'affichage notamment sur les maillages et permet l'intégration de développements tiers comme RhinoTerrain qui permet la création, l'édition et la modification de ces maillages.

## Passerelle de fichier
Rhinoceros 3D est aussi une passerelle de fichier. En mode natif il peut importer et exporter de nombreux formats dont voici une liste non exhaustive.

### Importation
- 3D Studio (*.3ds)
- AutoCAD (*.dwg & *.dxf)
- DirectX (*.x)
- Encapsulated PostScript (*.eps)
- Géométrie GHS (*.gf, *.ght)
- Géomview OFF (*.off)
- GTS (GNU Triangulated Surface) (*.gts)
- IGES (*.igs, *.iges)
- LightWave (*.lwo)
- MicroStation (*.dgn)
- MotionBuilder (*.fbx)
- NextEngine Scan (*.scn)
- OBJ (*.obj)
- PDFv(vectoriel) (*.pdf)
- PLY (*.ply)
- Points (*.asc, *.csv, *.xyz, *.cgo_ascii, *.txt)
- Raw triangles (*raw)
- Recon M (*.m)
- SketchUp (*.skp)
- SLC (*.slc)
- SolidWorks(*.sldprt, *.sldasm)
- STEP (*.stp, *.step)
- STL (Stereolithography) (*.stl)
- VDA (*.vda)
- VRML (*.wrl, *.vrml)
- WAMIT (*.gdf)
- ZCorp (*.zpr)

### Exportation
- 3D Studio (*.3ds)
- ACIS (*.sat)
- Adobe Illustrator (*.ai)
- AutoCAD (*.dwg & *.dxf)
- DirectX (*.x)
- COLLADA (*.dae)
- Cult3D (*.cd)
- GHS Géométrie (*.gf)
- GHS PartMaker (*.pm)
- Geomview OFF (*.off)
- Google Earth (*.kmz)
- GTS (GNU Triangulated Surface) (*.gts)
- IGES (*.igs, *.iges)
- LightWave (*.lwo)
- Métafichier amélioré (*.emf)
- Métafichier Windows (*.wmf)
- Moray UDO (*.udo)
- MotionBuilder (*.fbx)
- OBJ (*.obj)
- Object Properties (*.csv)
- Parasolid (*.x_t)
- PDF (*.pdf)
- PLY (*.ply)
- Points (*.txt)
- POV-Ray (*.pov)
- RenderMan (*.rib)
- SketchUp (*.skp)
- STEP (*.stp, *.step)
- STL (Stereolithography) (*.stl)
- Triangles Raw (*raw)
- VDA (*.vda)
- VRML (*.wrl, *.vrml)
- WAMIT (*.gdf)
- X3D (*.x3dv)
- XAML (*.xaml)
- XGL (*.xgl)
- ZCorp (*.zpr)

Rhino peut également importer et exporter de nombreux autres formats de fichier de CAO en lui intégrant des plug-ins, tels que ceux édités par Datakit.

## Rendus
Les rendus se font généralement par l'intermédiaire de plug-ins associés : Pinguin, Flamingo, Maxwell, ou encore Keyshot ou VRay mais il est possible de gérer l’environnement, les lumières, les matériaux et les textures directement dans Rhinoceros.